# Pacific Blue (série télévisée)
Pour les articles homonymes, voir Pacific Blue.
Pacific Blue ou Alerte à Santa Monica (au Québec) est une série télévisée américaine en 101 épisodes de 42 minutes, créée par Bill Nuss, produite par les sociétés Gary Nardino Productions et North Hall Productions, et diffusée entre le 2 mars 1996 et le 9 avril 2000 sur USA Network.
En France, la série a été diffusée à partir du 2 novembre 1997 jusqu'en août 2004 sur TF1, puis de 2006 à février 2007 sur Série Club. Au Québec, à partir du 25 août 2003 à Séries+, en Suisse en 2005 sur TSR1 et en Belgique sur AB3 et depuis le 8 janvier 2012 sur AB4.
En mars 2024 - la serie est sur Amazon prime Saison 3 et 5 et juin 2024 les saisons 1,2 et 4. 

## Synopsis
Pacific Blue suit les aventures de la brigade cycliste de Police sur le district de Santa Monica, célèbre plage de Los Angeles.

## Distribution

### Acteurs principaux
- Jim Davidson (VF : Guillaume Lebon) : Lieutenant Terence "T. C." Callaway
- Paula Trickey (VF : Brigitte Virtudes) : Sergent Cory McNamara
- Darlene Vogel (VF : Marie-Martine Bisson) : Officier Chris Kelly (saisons 1 à 4 puis invitée saison 5)
- Marcos Ferraez (en) (VF : Olivier Destrez) : Officier Victor Del Toro (saisons 1 à 3 puis invité saison 4)
- Rick Rossovich (VF : Thierry Mercier) : Lieutenant Anthony Palermo (saisons 1 à 3)
- David L. Lander (VF : Thierry Monfray) : Elvis Kryzcewski (saison 1, puis invité)
- Shanna Moakler (VF : Laura Préjean) : Officier Monica Harper (saisons 4 et 5)
- Jeff Stearns (it) (VF : Luc Boulad) : Officier Russ Granger (saisons 4 et 5)
- Amy Hunter (en) (VF : Hélène Chanson) : Jamie Strickland (saisons 4 et 5)
- Mario López (VF : Adrien Antoine) : Officier Bobby Cruz (saisons 4 et 5)

### Acteurs récurrents
- Cindy Ambuehl (en) (VF : Marie-Laure Beneston) : Sandy Kellogg (4 épisodes, saisons 1 et 2)
- Vaitiare Bandera (en) (VF : Blanche Ravalec) : Linda Dominguez (6 épisodes, saisons 2 et 3)
- Johna Stewart-Bowden (VF : Julie Turin) : Jessie Palermo (6 épisodes, saisons 2 et 3)
- Owen McKibbin : Doug Fraser (4 épisodes, saisons 3 et 4)
- Kelly Fennell : le député D. A. Marla Dean (5 épisActeurs odes, saisons 4 et 5)
- David Starzyk (en) (VF : Eric Missoffe) : William Blake (7 épisodes, saison 5)
- Mari Haig : le juge Karla J. Mathews (3 épisodes, saison 5)

 Source et légende : version française (VF) sur RS Doublage

### Invités
- Shannon Tweed : Sheila Silver (saison 1, épisodes 1 et 8)
- Sam J. Jones : Rolf (saison 1, épisode 8)
- Walton Goggins : Harv (saison 1, épisode 10)
- Michael Peña : Rabbit (saison 2, épisode 4)
- Charles Napier : Tyrone Justice (saison 2, épisode 9)
- Leslie Bibb : Nikki (saison 2, épisode 12)
- James Franco : Brian (saison 3, épisode 8)
- Carmen Electra : Lani Mackenzie (saison 3, épisode 14)
- Shannon Elizabeth : Jo (saison 4, épisode 7)
- Adam West : Macon Dean (saison 4, épisode 15)
- Kristanna Loken : Officier Claire Keene (saison 5, épisodes 3 et 4)
- Agnes Bruckner : Connie Lamb (saison 5, épisode 17)

## Production
La série se déroule dans le même univers fictionnel qu'une autre série lui ressemblant sur bien des points, Alerte à Malibu. Carmen Electra, une des actrices de cette série, reprend son célèbre maillot rouge et le même personnage, le temps d'un épisode.

### Lieux de tournage
- Santa Monica, Californie
- Venice High School (en), 13000 Venice Boulevard, Venice, Los Angeles
- Venice, Los Angeles
- Le QG se situe sur Ocean Front Walk à Venice, Los Angeles

## Épisodes

### Première saison (1996)
1. Les Présentations (Pilot)
2. Coup de froid (First Shoot)
3. L'Escalade (No Man's Land)
4. Le Goût du risque (Over the Edge)
5. Retour vers le passé (Out of the Past)
6. La Tempête (Takedown)
7. Coup de chaleur (Heatwave)
8. Santé menacée (Burnout)
9. Le Phoenix (The Phoenix)
10. Une dure journée (Captive Audience)
11. Cible mouvante (Moving Target)
12. Prise de risques (The Big Spin)
13. En roue libre (All Jammed Up)

### Deuxième saison (1996-1997)
1. Ombre et Lumière (Lights Out)
2. La Traque (The Daystalker)
3. Permis d’expulser demandé (Rapscallions)
4. La Guerre des clans (Bangers)
5. Jeu de pistes (Point Blank)
6. L'ennemi est dans la place (The Enemy Within)
7. Harcèlement (Line in the Sand)
8. Cousu de fil d'or (Undercover)
9. Le Jour des héros (Genuine Heroes)
10. Impression de déjà vu (Deja Vu)
11. L'Homme à la chaise roulante (Wheels of Fire)
12. Les Cascadeurs (Outlaw Extreme)
13. Les Adieux (One Kiss Goodbye)
14. La Perle noire (Black Pearl)
15. Le Tireur fou (Soft Targets)
16. Fuite en avant (Runaway)
17. La nature fait bien les choses (Cranked Up)
18. Pleine lune (Full Moon)
19. Perdu-retrouvé (Lost and Found)
20. Le Sentier de la guerre (Bad Company)
21. La Dernière virée (The Last Ride)
22. Le Faussaire (Rumplestiltskin)

### Troisième saison (1997-1998)
1. Jeux interdits (Inside Straight)
2. Envers et contre toutes (Ties That Bind)
3. Nuits interdites (Rave On)
4. Les Dix Commandements (Blood for Blood)
5. Une cible nommée Chris (Excessive Force)
6. Le Marchand de sable (Sandman)
7. Une question d'honneur (Repeat Offenders)
8. Bébé à vendre (Matters of the Heart)
9. Flic contre fric (Cop in a Box)
10. Fils à papa (Only in America)
11. Le Voleur (Soul Mate)
12. Recherche sœur désespérément (Sisters)
13. Rêves prémonitoires (Avenging Angel)
14. La Sélection (Heartbeat)
15. Jouer n'est pas tuer (Armed and Dangerous)
16. Double vie (Double Lives)
17. Dangereuses contrefaçons (Caretakers)
18. Une montre inestimable (House Party)
19. Cas de conscience (Heat of the Moment)
20. Infidélité dangereuse (With This Ring)
21. Rideau (Till Death Do Us Part)
22. L'avenir nous le dira (Best Laid Plans)

### Quatrième saison (1998-1999)
1. Douceur meurtrière (Glass Houses)
2. Piège à filles (Treasure Hunt)
3. Une prison dorée (Seduced) (avec Triple H)
4. La Taupe (Users)
5. Qui perd gagne (Overkill)
6. La Guerre des gangs (Silver Dollar)
7. Filles à louer (Damaged Goods)
8. Mutinerie à bord (Heat in the Hole)
9. Motos des sables (Cutting Edge)
10. Une semaine d'enfer (Thrill Week)
11. La vie n’est qu’un songe (Broken Dreams)
12. La vengeance est un plat qui se mange froid (Cruz Control)
13. Le Tout pour le tout (Save Serenity)
14. Risque infernal (Infierno)
15. Paradis artificiel (Stargazer)
16. Manipulations (Juvies)
17. Une ombre à la fenêtre (Scarlet Rose)
18. Tourbillons (Thicker Than Water)
19. Retour de l'au-delà (Near Death)
20. Rupture fatale (Trust)
21. Sous le signe de Satan (Lucky 13)
22. Une si longue attente (The Right Thing)

### Cinquième saison (1999-2000)
1. Police des polices (Reckoning)
2. Strip-tease (Naked Truth)
3. Trafic dans les îles [1/2] (Blue Hawaii [1/2])
4. Trafic dans les îles [2/2] (Blue Hawaii [2/2])
5. Le Prix de la beauté (Silicon Valley of the Dolls)
6. Témoin à charges (Hostile Witness)
7. Meurtre à quatre mains (Dead Ringers)
8. Les Chéris de ces dames (Just a Gigolo)
9. Le Dernier Combat (Big Girls Don't Cry)
10. La Filière haïtienne (Gaslight)
11. La Ville fantôme (Ghost Town)
12. Le Grand Maître (God's Gift)
13. Vérité oblige (Swimming in the Dead Pool)
14. Double vue (Double Vision)
15. Le Contrat (Kangaroo Court)
16. Des millions de mots (A Thousand Words)
17. Cinquante-neuf minutes (Fifty-Nine Minutes)
18. Le Dernier Verdict (Disrobed)
19. Double jeu (Betrayal)
20. L'Enlèvement (Kidnapped)
21. Les Petites Fugueuses (Blind Eye)
22. Le Retour de Chris (S.N.A.F.U.)

## Récompenses

### Nomination
- ALMA Award 1999 : meilleur acteur dans une série dramatique pour Mario López